# 54e Match des étoiles de la Ligue nationale de hockey
 (septembre 2017).
Match précédent Match suivant
Le 54e Match des étoiles de la Ligue nationale de hockey a eu lieu le 8 février 2004 au cours de la saison 2003-2004 dans la patinoire du Wild du Minnesota, le Xcel Energy Center. La patinoire se situe dans la ville de Saint Paul dans l'État du Minnesota. L'Association de l'Est a défait l'Association de l'Ouest sur le score de 6-4.

## Match des jeunes étoiles
Le Match des jeunes étoiles de la LNH, mettant en vedette des équipes d'étoiles composées  de recrues et de quelques joueurs de deuxième année, a vu l'équipe des Jeunes Étoiles de l'Association de l'Ouest battre les Jeunes Étoiles de l'Association de l'Est par la marque de 7 buts contre 3.
Joffrey Lupul des Mighty Ducks d'Anaheim s'est illustré en réalisant un tour du chapeau alors que Jonathan Cheechoo des Sharks de San José a obtenu quatre mentions d'assistance. Le gardien de but Philippe Sauvé de l'Avalanche du Colorado a été nommé joueur le plus utile de la rencontre, stoppant 18 des 21 tirs dirigés contre lui. Un fait à noter : contrairement au jeu de hockey régulier à cinq joueurs contre cinq, le match des jeunes étoiles est disputé à quatre contre quatre afin de créer plus d'espace sur la surface de jeu et, ainsi, davantage d'opportunités offensives pour les deux équipes.

### Score
|  | Est | 3-7 (1-2, 1-2, 1-3) | Ouest |  |

Joueurs sélectionnés - association de l'Est
| No    | Nom              | Position      | Club                      |
| ----- | ---------------- | ------------- | ------------------------- |
| +037, | Patrice Bergeron | Centre        | Bruins de Boston          |
| +007, | Trent Hunter     | Ailier droit  | Islanders de New York     |
| +012, | Ryan Malone      | Ailier gauche | Penguins de Pittsburgh    |
| +007, | Paul Martin      | Défenseur     | Devils du New Jersey      |
| +044, | Brooks Orpik     | Défenseur     | Penguins de Pittsburgh    |
| +044, | Joni Pitkänen    | Défenseur     | Flyers de Philadelphie    |
| +001, | Andrew Raycroft  | Gardien       | Bruins de Boston          |
| +009, | Derek Roy        | Centre        | Sabres de Buffalo         |
| +073, | Michael Ryder    | Ailier droit  | Canadiens de Montréal     |
| +012, | Eric Staal       | Centre        | Hurricanes de la Caroline |
| +014, | Matt Stajan      | Centre        | Maple Leafs de Toronto    |

Joueurs sélectionnés - association de l'Ouest
| No    | Nom                  | Position      | Club                     |
| ----- | -------------------- | ------------- | ------------------------ |
| +096, | Pierre-Marc Bouchard | Centre        | Wild du Minnesota        |
| +014, | Jonathan Cheechoo    | Ailier droit  | Predators de Nashville   |
| +044, | Christian Ehrhoff    | Défenseur     | Sharks de San José       |
| +002, | Dan Hamhuis          | Défenseur     | Predators de Nashville   |
| +018, | Matthew Lombardi     | Centre        | Flames de Calgary        |
| +015, | Joffrey Lupul        | Ailier gauche | Ducks d'Anaheim          |
| +015, | Tuomo Ruutu          | Ailier gauche | Blackhawks de Chicago    |
| +030, | Philippe Sauvé       | Gardien       | Avalanche du Colorado    |
| +005, | Alekseï Semionov     | Défenseur     | Oilers d'Edmonton        |
| +014, | Raffi Torres         | Ailier gauche | Oilers d'Edmonton        |
| +013, | Nikolaï Jerdev       | Ailier droit  | Blue Jackets de Columbus |

## Concours d'habiletés

### Faits saillants
L'Association de l'Est fut l'équipe victorieuse de la quasi-totalité des épreuves du Concours d'Habiletés, dans lequel les étoiles de la LNH concourent dans diverses catégories, incluant un tir de barrage, un relais en échappée et une épreuve du patineur le plus rapide. L'Association de l'Est a défait l'Association de l'Ouest au pointage cumulatif final de 13-6. Le gardien de but Roberto Luongo des Panthers de la Floride remporta l'épreuve de compétition des gardiens de but (GC), le défenseur Sheldon Souray des Canadiens de Montréal remporta l'épreuve du tir le plus puissant (HS) et le défenseur Scott Niedermayer des Devils du New Jersey remporta l'épreuve du patineur le plus rapide (FS).

### Les Épreuves
- 1. Épreuve du contrôle de la rondelle en relais (PUCK CONTROL RELAY (PCR))
  - Course 1 : Ouest, Pavel Datsiouk, Kimmo Timonen, Shane Doan - 1 but 
 Est, Ilia Kovaltchouk, Nick Boynton, Martin Saint-Louis
  - Course 2 : Ouest, Rick Nash - 1 but 
 Est, Daniel Alfredsson

• Ouest remporte l'épreuve 2-0 et mène la compétition 2-0 au total.
- 2. Épreuve du patineur le plus rapide (FASTEst SKATER (FS))
  - Est, Scott Niedermayer : 13,783 - 1 but
  - Est, Ilia Kovaltchouk : 13,934
  - Est, Martin Saint-Louis : 14,068
  - Ouest, Alex Tanguay : 14,773
  - Ouest, Filip Kuba : 14,791
  - Ouest, Pavel Datsiouk : 14,842
  - Moyenne Est : 13,928 - 1 but
  - Moyenne Ouest : 14,802

Nota : Épreuve numérotée en secondes/minutes
• Est remporte l'épreuve 2-0 et l'égalité est créé 2-2 entre les deux conférences.
- 3. Épreuve du tir le plus puissant (HARDEst SHOT (HS))
  - Est, Adrian Aucoin : 102,2 - 99,5 - 102,2
  - Est, Sheldon Souray : 96,5 - 102,2 - 102,2
  - Est, Pavel Kubina : 97,9 - 101,2 - 101,2
  - Ouest, Filip Kuba : 98,7 - 99,2 - 99,2
  - Ouest, Mike Modano : 97,3 - 97,3 - 97,3
  - Ouest, Chris Pronger : 96 - 95 - 96
  - Ouest, Rob Blake : 94 - 95,5 - 95,5
  - Est, Joe Thornton : 94,3 - 92,1 - 94,3
  - Moyenne Est : 99,9 - 1 but
  - Moyenne Ouest : 97

Nota : Épreuve numérotée en miles/heures (conversion : km/h). Le meilleur résultat des 2 tirs alloués est conservé.
• Est remporte l'épreuve 2-0 et mène la compétition 4-2 au total.
- 4. Épreuve du tir de précision (ACCURACY SHOOTING (AS))
  - Est, Jeremy Roenick : 4 en 4 - 1 but
  - Est, Mats Sundin : 4 en 8
  - Est, Glen Murray : 3 en 8
  - Ouest, Jarome Iginla : 3 en 8
  - Ouest, Joe Sakic : 3 en 8
  - Ouest, Keith Tkachuk : 3 en 8
  - Ouest, Markus Naslund : 3 en 8
  - Ouest, Mark Messier : 2 en 8
  - Total Est : 15 en 28 - 1 but
  - Total Ouest : 11 en 32

Nota :  Épreuve numérotée en nombre de cibles atteintes/tentatives.
• Est remporte l'épreuve 2-0 et mène la compétition 6-2 au total.
- 5. Épreuve d'habileté en zone offensive (In the Zone (ITZ))
  - Ouest, Dwayne Roloson : 6 arrêts contre Keith Primeau, Nick Boynton et Glen Murray
  - Est, Roberto Luongo : 6 arrêts contre Todd Bertuzzi, Bill Guerin et Rob Blake
  - Est, José Théodore : 4 arrêts contre Shane Doan, Keith Tkachuk et Kimmo Timonen
  - Est, Martin Brodeur : 4 arrêts contre Joe Sakic, Rick Nash et Nicklas Lidström
  - Ouest, Tomas Vokoun : 3 arrêts contre Gary Roberts, Ilia Kovaltchouk et Adrian Aucoin
  - Ouest, Marty Turco :  3 arrêts contre Jaromír Jágr, Robert Lang et Brian Rafalski
  - Total Est : 1 but
  - Total Ouest : 0 but

• Est remporte l'épreuve 1-0 et mène la compétition 7-2 au total.
- 6. Épreuve du relais en échappée (BREAKAWAY RELAY (BR))
  - Est, Roberto Luongo : 5 en 6 - Buts contre Bill Guerin
  - Est, Martin Brodeur : 5 en 6 - Buts contre Jarome Iginla
  - Ouest, Tomas Vokoun : 4 en 6 - Buts contre Jeremy Roenick et Glen Murray
  - Ouest, Dwayne Roloson : 4 en 6 - Buts contre Martin Saint-Louis et Mats Sundin
  - Est, José Théodore : 4 en 6 - Buts contre Kimmo Timonen et Todd Bertuzzi
  - Ouest, Marty Turco : 4 en 6 - Buts contre Gary Roberts et Jaromír Jágr
  - Total Est : 6 buts
  - Total Ouest : 4 buts

Nota :  Épreuve numérotée en nombre d'arrêts/sur nombre d'échappées.
• Est remporte l'épreuve 6-4 et remporte la compétition 13-6 au total.
- 7. Épreuve de compétition des gardiens de but (GOALTENDERS COMPETITION (GC)) - (Non comptabilisée au pointage cumulatif final)
  - Est, Roberto Luongo : 11 arrêts, 1 but
  - Ouest, Dwayne Roloson : 10 arrêts, 2 buts
  - Est, Martin Brodeur : 9 arrêts, 3 buts
  - Est, José Théodore : 8 saves, 4 buts
  - Ouest, Marty Turco : 7 arrêts, 5 buts
  - Ouest, Tomas Vokoun : 7 arrêts, 5 buts
  - Total Est : 28 arrêts - 8 buts (77,8 % d'efficacité) 
  - Total Ouest : 24 arrêts - 12 buts (66,7 % d'efficacité)

Nota :  Épreuve numérotée en nombre d'arrêts effectués par le gardien de but/sur nombre de buts.
• Est remporte l'épreuve non comptabilisée 2-1.

### Concours d'habiletés
| Épreuve | Est | Ouest |
| ------- | --- | ----- |
| (PCR)   | 0   | 2     |
| (FS)    | 2   | 0     |
| (HS)    | 2   | 0     |
| (AS)    | 2   | 0     |
| (ITZ)   | 1   | 0     |
| (BR)    | 6   | 4     |
| (GC)    | (2) | (1)   |
| Total   | 13  | 6     |

## Match des étoiles

### Score
| 8 février | Est | 6-4 (1-1, 4-2, 1-1) | Ouest | Xcel Energy Center 19 434 spectateurs |

| Feuille de match                                   | Feuille de match | Feuille de match                                | Feuille de match | Feuille de match                           |
| -------------------------------------------------- | --- | ----------------------------------------------- | --- | ------------------------------------------ |
|                                                    | Aucoin (Jágr, Messier) — 5 min 44 s Alfredsson — 20 min 51 s Messier (Niedermayer, Lang) — 33 min 48 s Roberts (Alfredsson, Sundin) — 34 min 41 s Alfredsson (Sundin, Roberts) — 38 min 41 s Kovaltchouk (Souray) — 44 min 3 s | 1-0 1-1 2-1 2-2 2-3 3-3 4-3 5-3 6-3 6-4         | Sakic (Naslund, Bertuzzi) — 13 min 37 s Sakic (Naslund, Bertuzzi) — 25 min 44 s Doan (Lidström, Tkachuk) — 33 min 2 s Sakic (Naslund) — 47 min 22 s | Arbitrage : Angus, Walkom Driscoll, Nelson |
| Brodeur (20 min) Théodore (20 min) Luongo (20 min) | Gardiens | Turco (20 min) Vokoun (20 min) Roloson (20 min) | | Arbitrage : Angus, Walkom Driscoll, Nelson |
| 0 min                                              | Pénalités | 0 min                                           | | Arbitrage : Angus, Walkom Driscoll, Nelson |
| 29                                                 | Tirs | 33                                              | | Arbitrage : Angus, Walkom Driscoll, Nelson |

### Équipe Association de l'Est
| Nom            | Équipe                 |
| -------------- | ---------------------- |
| Martin Brodeur | Devils du New Jersey   |
| Roberto Luongo | Panthers de la Floride |
| José Théodore  | Canadiens de Montréal  |

| Nom                                     | Équipe                 |
| --------------------------------------- | ---------------------- |
| Scott Niedermayer (C)                   | Devils du New Jersey   |
| Brian Rafalski (remplace Scott Stevens) | Devils du New Jersey   |
| Adrian Aucoin                           | Islanders de New York  |
| Nick Boynton                            | Bruins de Boston       |
| Pavel Kubina (remplace Wade Redden)     | Lightning de Tampa Bay |
| Sheldon Souray                          | Canadiens de Montréal  |

| Nom                | Équipe                 |
| ------------------ | ---------------------- |
| Ilia Kovaltchouk   | Thrashers d'Atlanta    |
| Martin Saint-Louis | Lightning de Tampa Bay |
| Joe Thornton       | Bruins de Boston       |
| Daniel Alfredsson  | Sénateurs d'Ottawa     |
| Glen Murray        | Bruins de Boston       |
| Jaromír Jágr       | Rangers de New York    |
| Robert Lang        | Capitals de Washington |
| Mark Messier       | Rangers de New York    |
| Keith Primeau      | Flyers de Philadelphie |
| Gary Roberts       | Maple Leafs de Toronto |
| Jeremy Roenick     | Flyers de Philadelphie |
| Mats Sundin        | Maple Leafs de Toronto |

- Entraîneur-chef : Pat Quinn Maple Leafs de Toronto
- Assistant-entraineur : Ken Hitchcock Flyers de Philadelphie

### Équipe Association de l'Ouest
| Nom            | Équipe                 |
| -------------- | ---------------------- |
| Marty Turco    | Stars de Dallas        |
| Tomas Vokoun   | Predators de Nashville |
| Dwayne Roloson | Wild du Minnesota      |

| Nom              | Équipe                 |
| ---------------- | ---------------------- |
| Rob Blake        | Avalanche du Colorado  |
| Nicklas Lidström | Red Wings de Détroit   |
| Filip Kuba       | Wild du Minnesota      |
| Mattias Norström | Kings de Los Angeles   |
| Chris Pronger    | Blues de Saint-Louis   |
| Kimmo Timonen    | Predators de Nashville |

| Nom                | Équipe                   |
| ------------------ | ------------------------ |
| Mike Modano        | Stars de Dallas          |
| Todd Bertuzzi      | Canucks de Vancouver     |
| Bill Guerin        | Stars de Dallas          |
| Jarome Iginla      | Flames de Calgary        |
| Pavel Datsiouk     | Red Wings de Détroit     |
| Shane Doan         | Coyotes de Phoenix       |
| Patrick Marleau    | Sharks de San José       |
| Rick Nash          | Blue Jackets de Columbus |
| Markus Naslund (C) | Canucks de Vancouver     |
| Joe Sakic          | Avalanche du Colorado    |
| Alex Tanguay       | Avalanche du Colorado    |
| Keith Tkachuk      | Blues de Saint-Louis     |

- Entraîneur-chef : Dave Lewis Red Wings de Détroit
- Assistant-entraineur : Marc Crawford Canucks de Vancouver

### Meilleur joueur
- Joe Sakic